# Kurumkan
Kurumkan (ros. Курумкан) – wieś w Rosji, w Buriacji, ośrodek administracyjny rejonu kurumkańskiego. W 2010 liczyła 5465 mieszkańców.